# Laniarius bicolor
A Laniarius bicolor a madarak osztályának verébalakúak (Passeriformes) rendjébe és a bokorgébicsfélék (Malaconotidae) családjába tartozó faj.

## Rendszerezése
A fajt Gustav Hartlaub német orvos és ornitológus írta le 1857-ban, a Dryoscopus nembe Dryoscopus bicolor néven.

## Alfajai
- Laniarius bicolor bicolor (Hartlaub, 1857)
- Laniarius bicolor guttatus (Hartlaub, 1865)
- Laniarius bicolor sticturus Hartlaub & Finsch, 1870[2]

## Előfordulása
Afrika délnyugati részén, Angola, Botswana, Gabon, Kamerun, a Kongói Demokratikus Köztársaság, a Kongói Köztársaság, Namíbia, Zambia és Zimbabwe területén honos. 
Természetes élőhelyei a szubtrópusi és trópusi mangroveerdők, szavannák és cserjések, lápok, mocsarak tavak, folyók és patakok környékén, valamint másodlagos erdők. Állandó, nem vonuló faj.

## Megjelenése
Testhossza 25 centiméter, testtömege 45-65 gramm.

## Természetvédelmi helyzete
Az elterjedési területe nagyon nagy, egyedszáma ugyan csökken, de még nem éri el a kritikus szintet. A Természetvédelmi Világszövetség Vörös listáján nem fenyegetett fajként szerepel.